# おもぞう
おもぞうとは、徳島県に本社を置く四国放送（JRT）のマスコットキャラクターである。2006年にJRTの地上デジタル放送の開始を記念して、それまでの「あんてなちゃん」から変更され、名前は公募で決まった。

## プロフィール
- 名前：おもぞう
- チャームポイント：お花の形のしっぽ
- 好きなもの：徳島の自然
- 口癖：「おもっしょいぞう」（おもっしょいとは、徳島弁でおもしろいの意）
- うれしいときのしぐさ：耳をパタパタ、2本の足でピョンピョン
- ひみつ：体には、ある数字が隠されている（体の部分は四国放送の頭文字である漢数字の「四」がモチーフ）。
- 年齢：4歳

## その他
- 2009年9月、徳島県警と四国放送のタイアップによる「振りこめ詐欺防止キャンペーン」のイメージキャラクターに就任。「ふりこまんゾウ!」というキャッチコピーとともに被害防止を呼び掛けた。

## 在徳局のマスコットキャラクター
- NHK日本放送協会 - どーもくん
  - NHK徳島放送局 - かめっ太くん